# Estufado de corvo
O Estufado de corvo é um guisado feito principalmente de carne de corvo. O estufado de corvo pode incluir cebola, gordura de bacon, farinha e creme azedo.
De acordo com o Dicionário francês de cozinha de Guy Chassagnard, o corvo tem carne muito dura, mas pode ser colocada na tampa de uma panela grande para criar estufado de corvo.
Uma referência inicial ao estufado de corvos nos Estados Unidos aparece em um relatório do príncipe Achille Murat. Enquanto morava em San Agustín (Flórida) e nos arredores, de 1821 até sua morte em 1847, ele sabia que Murat preparava e apreciava o estufado de corvo, que servia aos convidados no jantar.
O guisado de corvo moderno, à base de creme azedo, parece ter se originado nos anos 30, na época da Grande Depressão. Ele aparece em várias publicações na época, incluindo Nebraskaland (1933) e Outdoor Indiana (1936).
O restaurante Café Kör, em Budapeste, Hungria, serviu estufado de corvo.